# Park Narodowy San Esteban
Park Narodowy San Esteban (hiszp. Parque nacional San Esteban) – park narodowy w północnej części Wenezueli położony w stanie Carabobo. Został utworzony 14 stycznia 1987 roku i zajmuje obszar 435 km². W 2008 roku został zakwalifikowany przez BirdLife International jako ostoja ptaków IBA. Od wschodu graniczy z Parkiem Narodowym Henri Pittier.

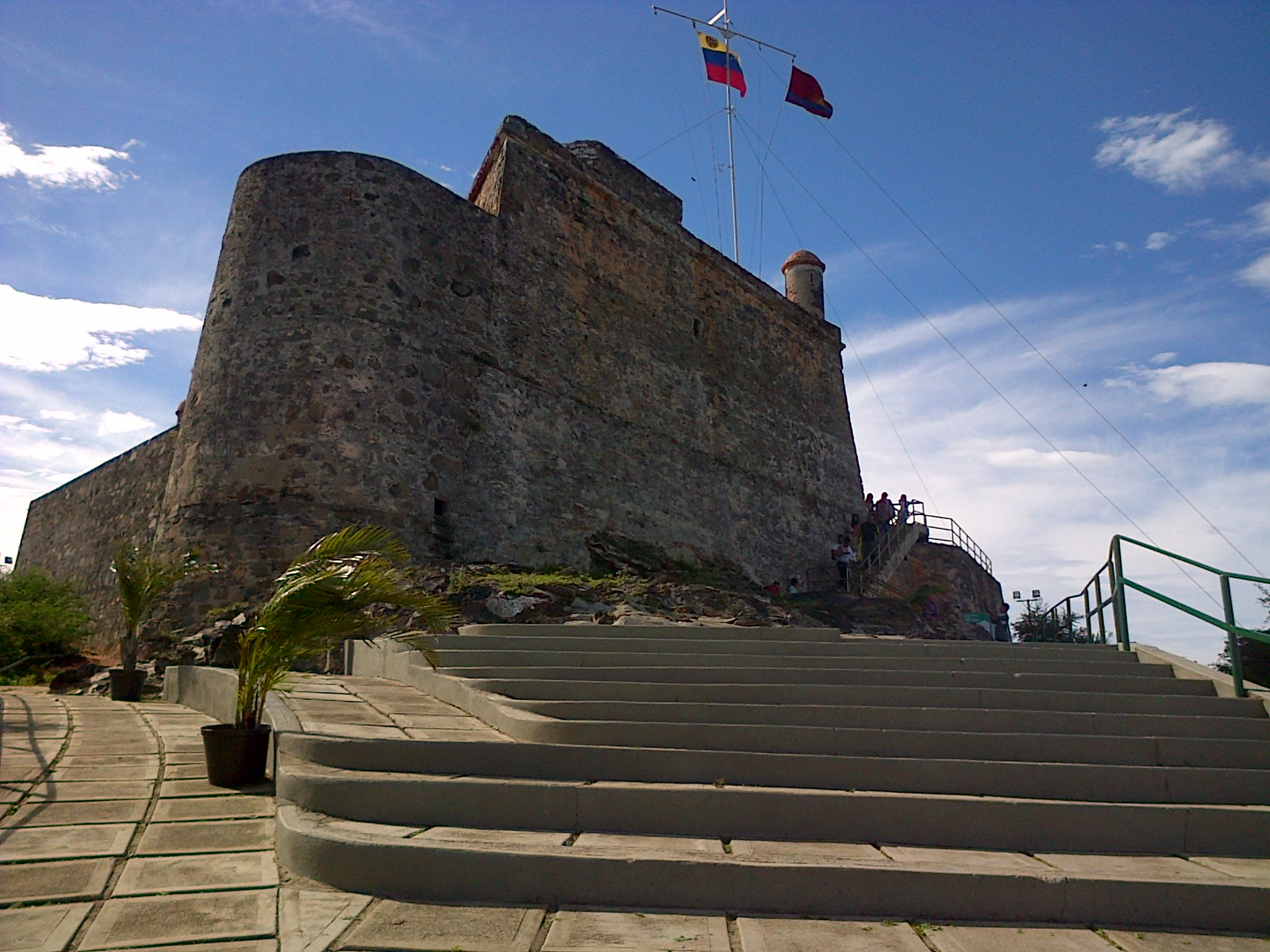
Fort Fortìn Solano

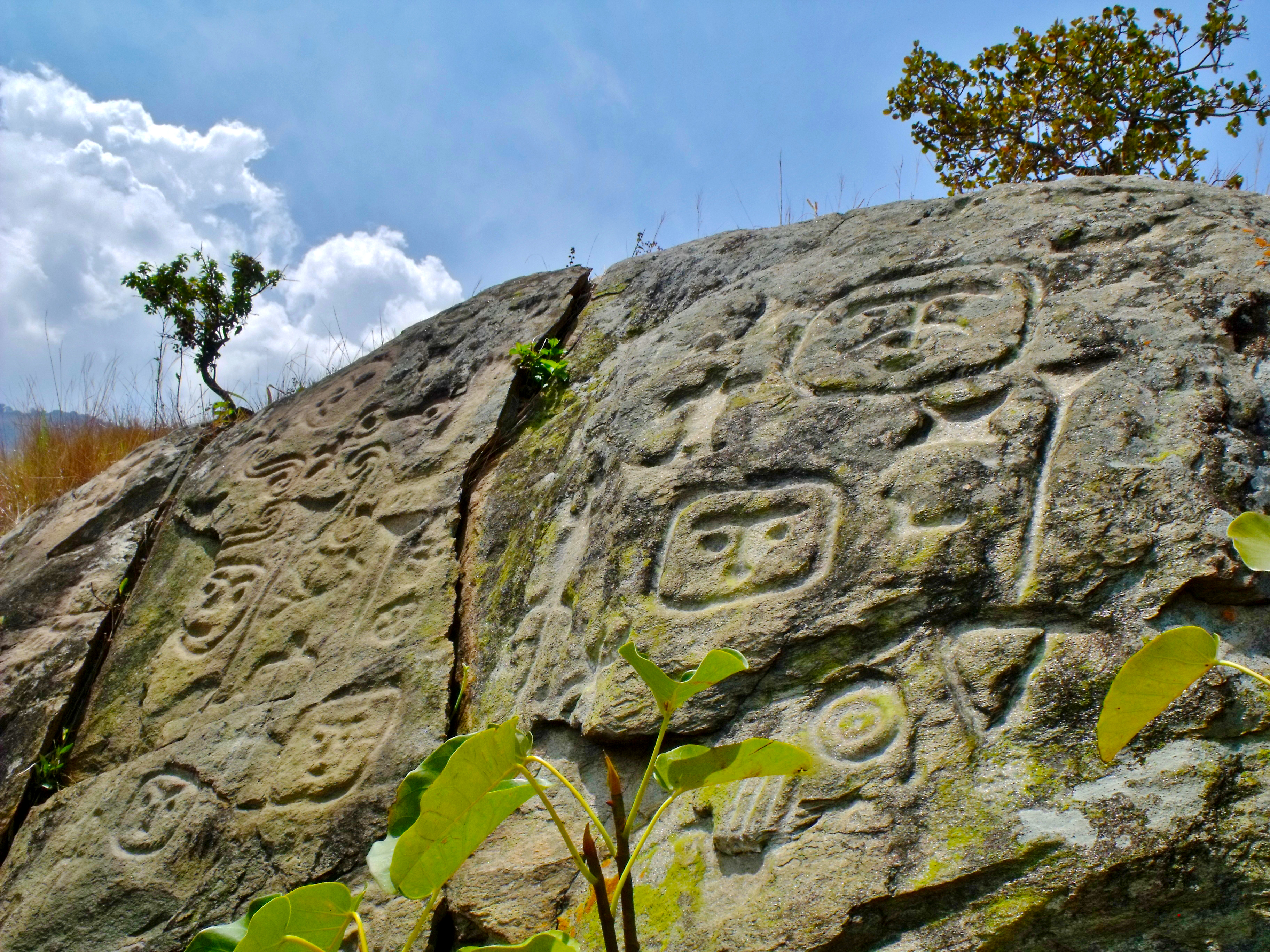
Petroglify w parku

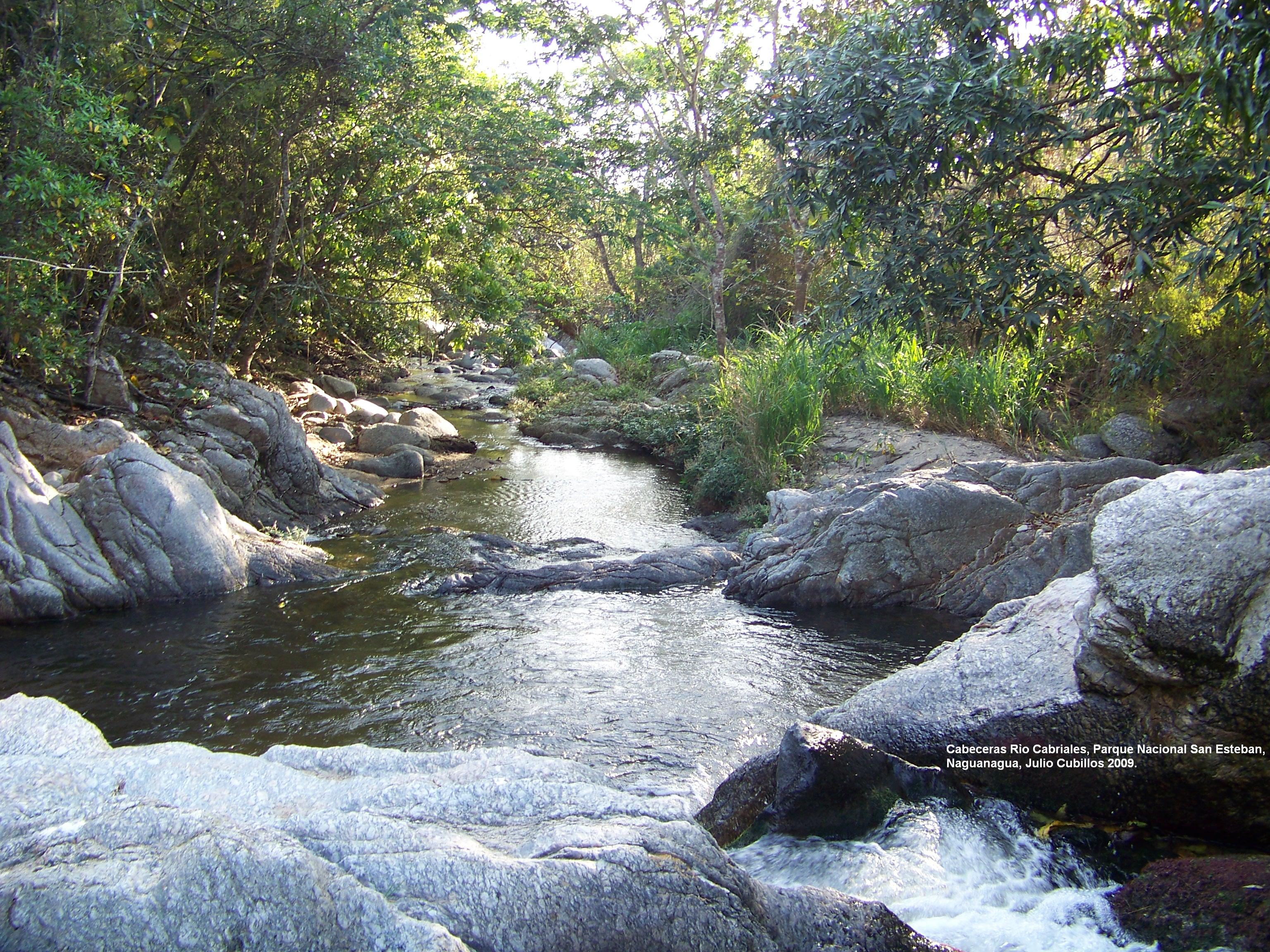
Rzeka Rio Cabriales

## Opis
Park znajduje się nad Morzem Karaibskim i obejmuje centralną część pasma górskiego Cordillera de la Costa stromo opadającego w kierunku wybrzeża oraz obszar morski z licznymi wyspami ( m.in. wyspy Isla Larga, Isla del Rey, Santo Domingo). Najwyższym szczytem jest Cerro Villalonga (1830 m n.p.m.). Na południowy wschód od parku znajduje się jezioro Lago de Valencia. Jest tu wiele rzek takich jak m.in.: El Patanemo, Borburata, San Esteban, Goigoaza, San Diego i Vigirima. W najniżej położonej części parku występują głównie lasy namorzynowe (na wybrzeżu) i sawanny. Wyżej  rosną tropikalne wilgotne lasy górskie i lasy mgliste. W morzu występują rafy koralowe. W parku znajduje się największe w Wenezueli zagęszczenie petroglifów (26 stanowisk) i menhir oraz zabytki historyczne, takie jak np. fort Fortín Solano z 1766 roku.
Średnia roczna temperatura w parku wynosi w zależności od wysokości od +20°C do +28 °C, a średnie roczne opady od 700 mm do 1800 mm.

## Flora
Na terenie parku stwierdzono 1520 gatunków roślin. W lasach namorzynowych dominuje Rhizophora mangle, a na sawannach sukulenty z rodzajów pałczak i opuncja oraz Tillandsia flexuosa, Bromelia humilis, kokkoloba gronowa i palmy z rodzaju Bactris.
W lasach rosną narażone na wyginięcie (VU) Gyranthera caribensis, Tabebuia chrysantha i Dictyocaryum fuscum, a także m.in.: Bactris setulosa, Chamaedorea pinnatifrons i Wettinia praemorsa.

## Fauna
W parku występuje 567 gatunków ptaków. Są to zagrożone wyginięciem (EN) wodnik wenezuelski i czyż czerwony, narażone na wyginięcie (VU) czubacz hełmiasty i harpia wielka, a także m.in.: dzwonnik brodaty, ślepowron żółtoczelny, amazonka żółtogłowa, konura brązowogardła, złocik wenezuelski, czakalaka rdzaworzytna, pelikan brunatny, fregata wielka, czubacz żółtoguzy i przepiór wenezuelski.
Ssaki tu żyjące to narażone na wyginięcie (VU) pekari białobrody, tapir amerykański i ocelot tygrysi, a także m.in.: leniwiec pstry, tamandua południowa, pekariowiec obrożny, pancernik dziewięciopaskowy, ocelot wielki, puma płowa, jaguar amerykański i paka nizinna.
Gady i płazy to zagrożony wyginięciem (EN) Bothrops medusa, narażone na wyginięcie (VU) Bolitoglossa borburata i krokodyl amerykański, a także m.in.:Bothrops venezuelensis, żararaka lancetowata, Bothrops colombiensis, boa dusiciel, musurana, kribo, Erythrolamprus mertensi, Erythrolamprus zweifeli, Erythrolamprus williamsi, legwan zielony i Anolis nitens.